# Siège de Groenlo (1597)
Pour les articles homonymes, voir siège de Groenlo.
Guerre de Quatre-Vingts Ans
Batailles
- Chronologie de la guerre de Quatre-Vingts Ans
- Valenciennes
- Austruweel
- Rheindalen
- Heiligerlee
- Jemmingen
- Jodoigne
- Brielle
- 1er Flessingue
- Malines
- Goes
- Mons
- Haarlem
- 2e Flessingue
- Borsele
- Zuiderzee
- Alkmaar
- Leyde
- Reimerswaal
- Mook
- Lillo
- Zierikzee
- 1er Anvers
- 1er Bréda
- Gembloux
- Rijmenam
- 1er Deventer
- Maastricht
- 2e Bréda
- Açores
- 2e Anvers
- 3e Anvers
- Boksum
- Zutphen
- 1er Berg-op-Zoom
- Gravelines
- 3e Bréda
- 2e Deventer
- Groningue
- Huy
- 1er Groenlo1
- 2e Groenlo
- Turnhout
- Nieuport
- Ostende
- L'Écluse
- 3e Groenlo
- Saint-Vincent
- Gibraltar
- Saint-Vincent (1621)
- 2e Berg-op-Zoom
- 4e Bréda
- 4e Groenlo
- Matanzas
- Bois-le-Duc
- Abrolhos
- Slaak
- Maastricht
- 5e Bréda
- Cabañas
- Calloo
- Les Downs
- Saint-Vincent (1641)
- Hulst
- Cavite

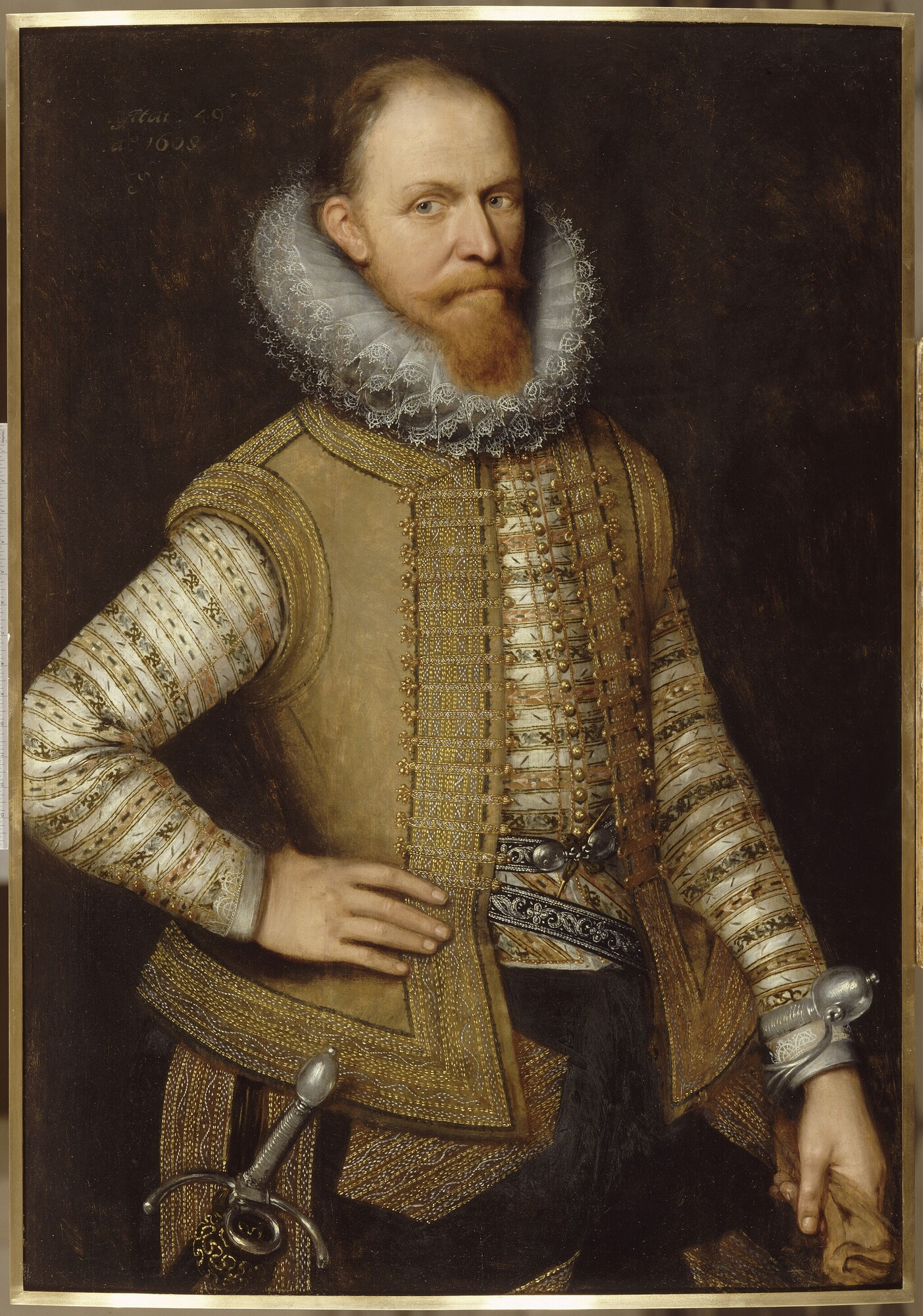
Prince Maurice d'Orange.

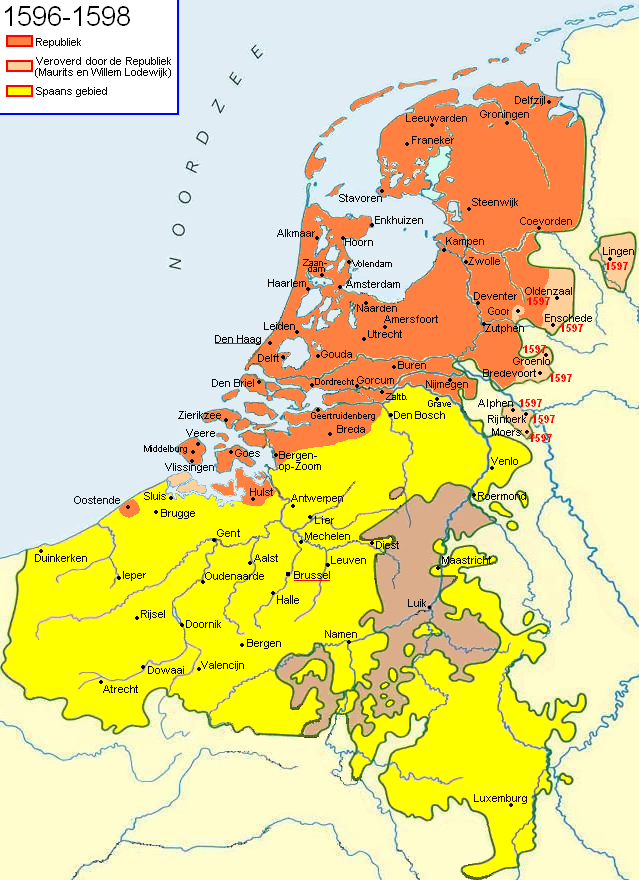
Les fronts de la guerre vers 1597.

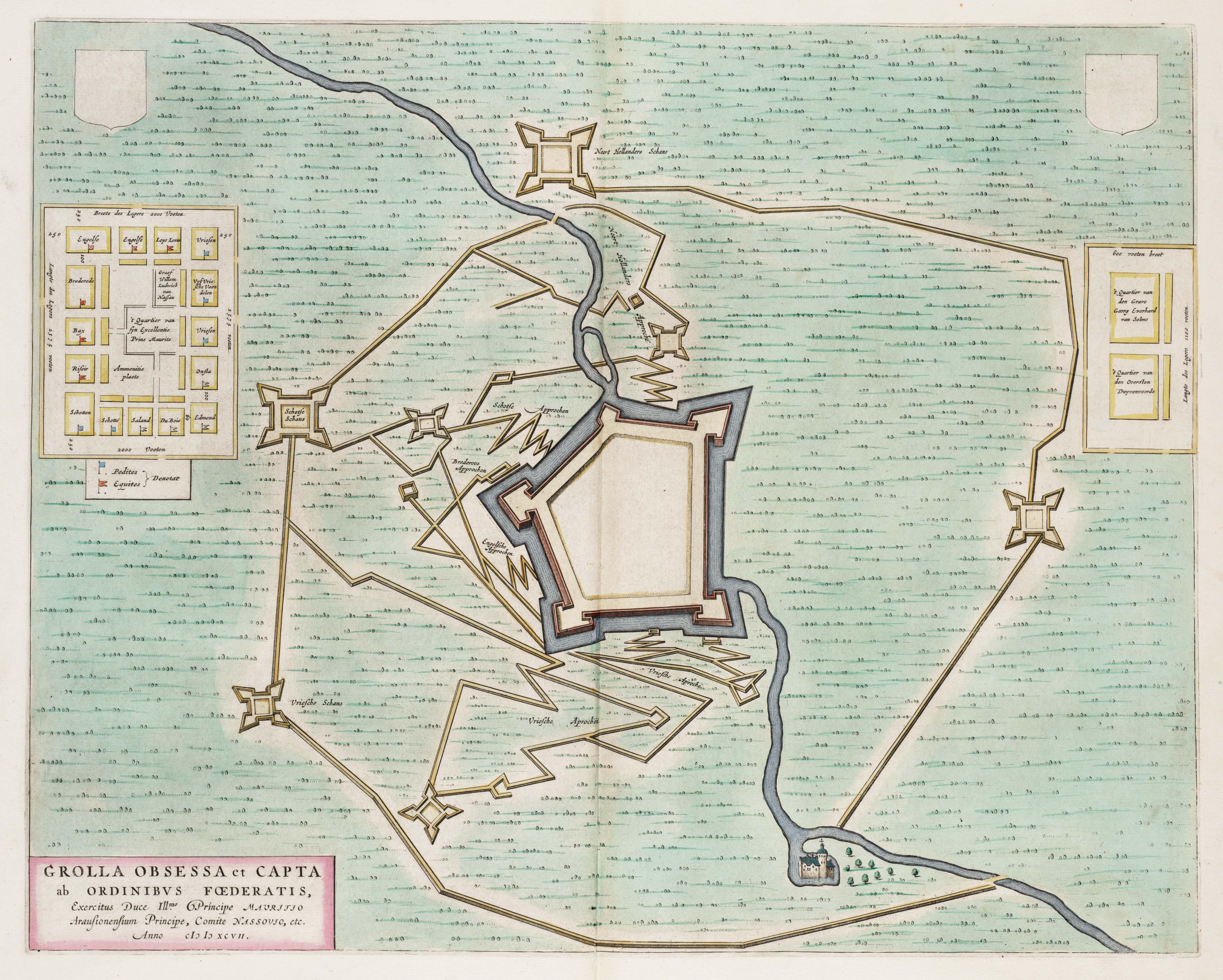
Plan schématique du siège de Groenlo en 1597 (J.Blaeu).

Le siège de la ville de Groenlo ou siège de Grolle a été mené par les forces hollandaises commandées par Maurice de Nassau durant la guerre de Quatre-Vingts Ans. Il a duré du 11 au 28 septembre 1597 et s'est conclu par la capture de la ville tenue par la garnison espagnole. Il intervient après un siège infructueux mené par Maurice en 1595 et fait partie des succès de Maurice obtenus contre les Espagnols en 1597. Groenlo a été contrôlée par les Provinces-Unies jusqu'à sa capture en 1606 par Ambrogio Spinola.

## Le siège
Maurice d'Orange a attaqué la ville le 13 septembre par le sud et l'est. Lorsque les assiégeants se furent approchés des fortifications à 335 m à l'est et 175 m au sud, des fortins reliés entre eux ont été construits pour se protéger. De même, on a construit des fortins au nord et à l'ouest. Des tranchées reliaient toutes les positions des assiégeants. Le 17, les Hollandais ont atteint le fossé est, et le jour suivant le fossé sud. Des tirs d'artillerie couvraient l'avance des assiégeants. Cette artillerie a réussi à neutraliser les défenses des assiégés. La ville a été bombardée par des mortiers avec des boulets portés au rouge qui mirent le feu à environ 60 maisons. Le 25 septembre, les fossés ont été franchis et les mineurs commencèrent leur travail de sape. Le 27, la garnison espagnole s'est rendue.

## Sources
- (en)/(de) Cet article est partiellement ou en totalité issu des articles intitulés en anglais « Siege of Groenlo (1597) » (voir la liste des auteurs) et en allemand « Belagerung von Groenlo (1597) » (voir la liste des auteurs).